# Oleg Widow
Oleg Borisowicz Widow (ros. Оле́г Бори́сович Ви́дов; ur. 11 czerwca 1943, zm. 15 maja 2017 w Westlake Village) – radziecki i rosyjski aktor filmowy. Absolwent WGIK. Zasłużony Artysta RFSRR (1974). Grał m.in. w radzieckich i amerykańskich filmach.

## Wybrana filmografia
- 1964: A jeśli masz rację
- 1964: Nocna zamieć jako Władimir
- 1966: Bajka o carze Sałtanie jako Gwidon
- 1967: Nie wspominać o przyczynie śmierci (film prod. jugosłowiańskiej)
- 1967: Czerwony płaszcz (film prod. duńskiej)
- 1969: Bitwa nad Neretwą jako Nikola
- 1970: Waterloo
- 1971: Hełm Aleksandra Macedońskiego
- 1972: Jeździec bez głowy
- 1990: Dzika orchidea jako Otto
- 1997: Animowana propaganda radziecka
- 2000: Trzynaście dni jako Walerian Zorin